# Preussen
För andra betydelser, se Preussen (olika betydelser).
Preussen (tyska: Preußen (fil), svenskt uttal: [prå´jsen (fil)] eller [prö´jsen]) var ett hertigdöme, senare ett konungarike och till sist en delstat i Tyskland. Från 1700-talet var det en betydande europeisk stat, som formellt upplöstes 1947 till följd av andra världskrigets utgång.
Hertigdömet Preussen bildades 1525 ur resterna av Tyska ordens ordensstat, då högmästaren Albrekt av Brandenburg-Ansbach omvandlade Ostpreussen till ärftligt hertigdöme under huset Hohenzollern, fram till 1657 under det polska kungadömet som vasall. År 1618 ingick hertigdömet en personalunion med Kurfurstendömet Brandenburg, ett av de största tysk-romerska riksfurstendömena som också regerades av en annan gren av huset Hohenzollern. I samband med Polens försvagning blev Preussen först ett oberoende hertigdöme och utropades 1701 av Fredrik I till ett självständigt konungarike (tyska: Königreich Preußen). Under 1700-talet blev Preussen en stark militärmakt, särskilt under Fredrik II (Fredrik den store).
Under 1800-talet blev Preussen den ledande tyska staten. Detta manifesterades av Preussens militära seger över Österrike 1866, vilket avgjorde ledarskapsfrågan bland de tyska staterna samt att Preussens kung från 1871 även var kejsare av Tyska riket. Det senare möjliggjordes genom att de tyska staterna (utom Österrike) 1871 samlades i ett kejsardöme under preussisk ledning. Monarkin störtades 1918 till förmån för republikanskt styrelseskick varigenom Tyskland omdanades till Weimarrepubliken. Preussen var denna stats största delrepublik under namnet Fristaten Preussen (tyska: Freistaat Preussen). Under mellankrigstiden dominerade socialdemokraterna Preussens politiska liv. Delrepubliken kom därför i skarp konflikt med nazisterna och 1933 inlemmades den i den tyska enhetsstaten (Nazityskland). Trots att Preussen i praktiken hade upphört att existera 1933 förklarade de allierade segrarmakterna i andra världskriget landet upplöst den 25 februari 1947.

## Geografi
Under sin största utsträckning tillhörde större delen av Preussen det Nordtyska låglandet och kan i allmänhet karakteriseras som lågland (omkring 268 000 kvadratkilometer, mer än tre fjärdedelar), medan endast 80 300 kvadratkilometer var bergland. Slätten är mycket bredare i öster, där endast Schlesien är bergigt, än i väster, där Teutoburgerwald ligger mindre än 150 kilometer från Nordsjön.
En linje dragen från Düsseldorf genom Halle till Breslau skulle ungefär skilja slättlandet från berglandet. I sydöst var Preussen skilt från Österrike genom Sudeterna, som började vid Oderdalen och därifrån sträckte sig mot nordväst. Dessa inneslöt även Riesengebirge, med den högsta bergstoppen i Preussen, Schneekoppe (1 603 meter över havet), och övergick småningom i Lausitz kullar. Harzbergen, bortom sachsiska slätten, följde samma allmänna riktning och kan betraktas som en skild fortsättning av systemet. Söder om Harz skar den preussiska gränsen norra delen av Thüringerwald, som fortsattes mot nordväst av Wesers bergland och Teutoburgerwald. Sydvästra delen av Preussen upptogs av platån kring nedre Rhen, inneslutande Hunsrück och Eifel på vänstra samt Taunus, Westerwald och Sauerland på högra flodsidan.
Mellan nederrhenska och thüringska bergssystemen ligger Vogelsberg, Rhön och andra höjder tillhörande övre Rhens triassystem. De schlesiska bergen består huvudsakligen av granit, gnejs och skiffrar, medan Harz, Thüringerwald och nederrhenska platån huvudsakligen tillhör devoniska och siluriska systemen. Norr om Sauerland ligger de viktiga stenkolslagren omkring Ruhr, även i Schlesien finns stora stenkolsfält.
Preussen genomskars av Tysklands alla huvudfloder: Weichsel, Oder, Elbe, Weser, Rhen och Donau (som flyter genom Hohenzollern). Nästan hela Tysklands kustlinje tillhörde Preussen, och det innehade alla dess sjöhamnar med undantag av de tre allra förnämsta: Lübeck, Hamburg och Bremen, samt några i Oldenburg och Mecklenburg.

## Historia

### Preussens äldre historia
Det område som blev den tyska staten Preussen beboddes i äldre tid av två förkristna baltiska folk, pruser och jatvinger. De var närmast släkt med litauerna. De var hästburna stammar som ofta genomförde plundringståg mot sina polska och vitryska grannar. För att få ett fungerande gränsskydd lät den masoviske hertigen Konrad av Masovien 1226 kalla Tyska orden till sitt hertigdöme. Ordensriddarna skulle skydda de nordöstra gränserna mot balterna eftersom de var Konrads vasaller. Från 1231 erövrade Tyska orden ett eget rike i Preussen, och på 1280-talet slogs det sista prusiska motståndet ned. De kristnades och assimilerades under 1600-talet med invandrade tyska kolonisatörer.
Konflikter med Polen pågick under hela 1300-talet, men det var först när de forna fienderna Polen och Litauen förenades i samväldet Polen-Litauen som denna pakt lyckades besegra ordensriddarna (se Slaget vid Tannenberg (1410)). Konflikten fortsatte under 1400-talet och efter trettonåriga kriget (1454–1466) krossades och besegrades Tyska orden, som då blev en polsk vasall igen. Ordensriddarna gjorde några försök till uppror men besegrades slutgiltigt 1521. År 1525 förvandlades Ordensstaten i Preussen från en kyrkostat till ett världsligt hertigdöme genom att den lutherska läran infördes av ordens högmästare Albrekt av Brandenburg-Ansbach, med kung Sigismund I av Polens godkännande. Här upprättades då det sekulariserade Hertigdömet Preussen under polsk överhöghet, styrt av huset Hohenzollern. 1561 gick Tyska ordens besittningar i Baltikum slutgiltigt under, sedan Livländska konfederationen med Livländska orden besegrats i Livländska kriget och även Livland och Kurland gett sig under Polsk-litauisk överhöghet, Ösel gett sig under dansk och Estland under svensk överhöghet.

Hertig Albrekt efterträddes av sin son, den sinnessjuke hertigen Albrekt Fredrik. 1577 utsågs Georg Fredrik I av Brandenburg-Ansbach-Kulmbach till administrator i Albrekt Fredriks namn, och efter honom regerade kurfurstarna av Brandenburg Albrekt Fredriks hertigdöme under återstoden av hans regering. Med den polske kungen Sigismunds godkännande ingick 1618 hertigdömet Preussen en personalunion med det tyska kurfurstendömet Brandenburg, då den sonlöse Albrekt Fredrik efterträddes av sin svärson, kurfursten Johan Sigismund av Brandenburg som sedan 1608 varit regent. Därigenom förenades hertigtiteln med kurfursten av Brandenburg inom det Tysk-romerska riket, men hertigdömet Preussen förblev till en början polsk vasall, så att kurfurste-hertigarna i fortsättningen svor trohet både till den tysk-romerske kejsaren och kungen av Polen för sina respektive domäner.

Karta över Preussen, ritad 1630 av Heinrich Thome.

Under Sveriges krig mot Polen 1655–1660 slöt Preussen upp på svensk sida. I det polsk-svenska kriget drog Preussen fördel av Polens enorma försvagning i kriget mot svenskar och ryssar och löste Ostpreussen från vasallförhållandet till Polen i fördraget i Wehlau 29 september 1657 och i freden i Oliwa 3 maj 1660 och blev därmed självständigt. 
När Fredrik Vilhelms son kurfursten Fredrik III med den polske kungen August II den starkes godkännande antog kungatiteln som kung i Preussen 1701, fästes denna vid det suveräna hertigdömet Preussen och ej vid kurfurstendömet Brandenburg, som stod i vasallförhållande till kejsaren, och på så sätt kom Preussen att ge sitt namn åt hela den hohenzollernska monarkin. 
Om markgrevskapet och kurfurstendömet Brandenburgs historia före 1701, se Markgrevskapet Brandenburg.

### Konungariket Preussen (1701–1918)

#### Fredrik I (1701–1713)
Fredrik I kröntes den 18 januari 1701 i Königsberg till Preussens förste kung. Han intresserade sig för konst och vetenskap, men verkade även för landets materiella utveckling, till exempel genom sammanbindningen av Pregels och Memels flodområden. I Spanska tronföljdskriget understödde han kejsaren med en hjälpkår under Leopold av Dessau, och i Utrechtfreden, som dock avslutades efter kungens död, fick Preussen bekräftelse på kungavärdigheten och det så kallade övre kvarteret av Geldern. Fredrik förvärvade också några andra områden, nämligen genom köp Quedlinburg (1698) och Tecklenburg (1707) och genom arv efter Vilhelm III av Oranien grevskapen Mörs och Lingen (1702) och Neuchâtel med Valangin (1707).

#### Fredrik Vilhelm I (1713–1740)

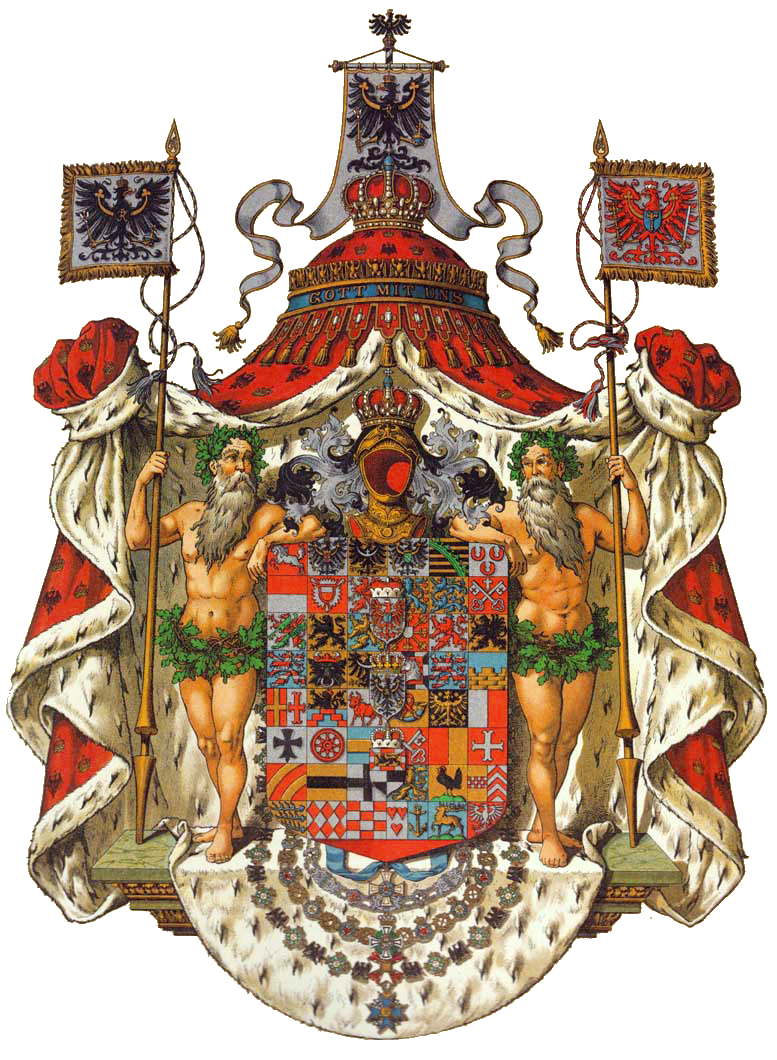
Preussens statsvapen.

Hans son Fredrik Vilhelm I gjorde sig känd för sparsamhet, ordnade landets finanser och fick medel att förbättra dess jordbruk och andra näringar samt att rusta upp armén. Årligen avsattes stora summor till landets materiella utveckling och till understöd för invandrare. Han tog emot 18 000 protestanter som förjagats från Salzburg 1728. 
En mängd städer och byar anlades. När Fredrik Vilhelm blev kung 1713 hade hans rike en befolkning på 1,6 miljoner människor. Armén ökade till slut från cirka 30 000 man år 1713 till 83 000 man år 1740, av vilka en stor del värvades i utlandet för att inte för mycket folk skulle tas från jordbruket.  Även arméns organisation och exercis förbättrades. Leopold av Dessau hade en viktig roll i detta arbete. För den inre förvaltningen inrättades ett enda centralämbetsverk, Generaldirektorium eller Generaloberkriegs-, Finanz- und Domänendirektorium, på fem avdelningar. Ämbetsmännen vandes vid samma punktlighet och lydnad som armén.

Kungariket Preussens flagga (1803)

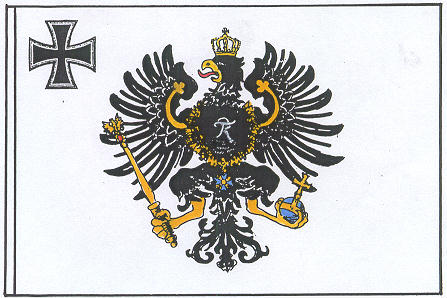
Preussens krigsflagga (1816)

Preussens flagga (1892–1918)

I sin utrikespolitik höll sig Fredrik Vilhelm I troget till kejsaren, som utövade stort inflytande på honom genom Preussens ambassadör i Wien, von Seckendorf. Han sägs ha haft en vurm för soldater, men deltog endast i ett krig, det stora nordiska. Under Karl XII:s vistelse i Osmanska riket ryckte ryska och polska trupper in i Svenska Pommern och intog Stettin. Fredrik Vilhelm lyckades då förmå dem att överlämna staden till honom, mot att han hindrade svenskarna från att anfalla dem från Pommern. När Karl 1714 återvänt till Pommern och Fredrik Vilhelm inte ville utlämna staden, påbörjades fientligheter som slutade med att preussarna intog hela Pommern och Rügen. Kriget slutade genom freden i Stockholm 1720, då Preussen behöll södra Vorpommern med Stettin (det vill säga landet från Oder till Peene) samt Usedom och Wollin, men betalade Sverige 2 miljoner riksdaler.

#### Fredrik den store (1740–1786)
Under Polska tronföljdskriget (1733–35) deltog några preussiska trupper i kejsarens strid mot fransmännen. Men då denne inte ville tillfredsställa Preussens anspråk på arvsrätten till hertigdömena Jülich och Berg, uppstod vid Berlinhovet ett missnöje mot habsburgarna, som snart fick viktiga följder. När nämligen tyske kejsaren Karl VI dog, ungefär samtidigt med Fredrik Vilhelm, vägrade dennes son och efterträdare Fredrik II den store att erkänna den så kallade pragmatiska sanktionen (enligt vilken Maria Theresia skulle efterträda sin fader Karl VI), eftersom de villkor, under vilka denna sanktion 1728 erkänts av Preussen, inte hade uppfyllts. Han framställde tvärtom egna anspråk på Schlesien och inryckte snart i landet, samtidigt som andra fiender angrep Maria Theresia från andra håll (Österrikiska tronföljdskriget). Schlesiens till en stor del protestantiska befolkning mottog preussarna välvilligt, och nästan hela landet intogs utan motstånd. Efter Fredriks segrar vid Mollwitz (10 april 1741) och Chotusitz (17 maj 1742) erbjöd Maria Theresia fred, och detta Fredriks deltagande i österrikiska tronföljdskriget, som vanligen kallas det första schlesiska kriget, avslöts genom freden i Breslau (12 juni 1742; bekräftad i Berlin 28 juli samma år), varigenom Preussen vann Schlesien utom Teschen, Troppau och Jägerndorf samt dessutom grevskapet Glatz (sammanlagt 38 500 km² och 1,2 miljoner invånare). 
När Ostfrieslands regerande furstehus utslocknade 1744 tillföll Ostfriesland Preussen, som 1694 av kejsaren förvärvat rätt till detta rikslän vid inträffande ledighet. Österrikes längtan att återvinna Schlesien gav Fredrik orsak att börja ett nytt krig med Maria Theresia, det så kallade Sjuåriga kriget (1756-63), i vilket även Ryssland, Frankrike, Sachsen och Sverige uppträdde som hans fiender. Fredrik, som understöddes endast av England och några små tyska stater, lyckades dock i freden i Hubertsburg (15 februari 1763) behålla sitt land oförminskat, om det än blev svårt utmattat. Med stor iver började Fredrik nu arbeta på landets upphjälpande. Förlusten av människor sökte han ersätta genom att uppmuntra invandringen; genom stora byggnadsföretag gav han arbetsförtjänst. Han stiftade en bank i Berlin och förbättrade postväsendet. Sedermera vidtog han flera finansiella åtgärder, såsom upprättande av flera monopol samt höjande av avgifterna på tobak, vin och kaffe,  vilket framkallade missnöje. Hären omdanades. 
Efter Sjuåriga kriget närmade han sig Ryssland för att sålunda trygga sig mot Österrike. Därigenom blev han även invecklad i Polens angelägenheter och framställde 1769 den första planen att dela Polen. Denna kom dock ej till verkställighet förrän längre fram under det rysk-turkiska kriget, då Ryssland mot en del av Polen avstod från Osmanska rikets styckning. Vid Polens första delning (1772) fick Preussen det polska Westpreussen (utom Danzig och Thorn) samt det söder därom belägna så kallade Netzedistriktet (sammanlagt 35 500 km² med 900 000 invånare). 
Han drog 1778 i fält (det så kallade bayerska tronföljdskriget), men Österrike gav i sista stunden efter, och fred slöts i Teschen 13 maj 1779, då det nöjde sig med en del av Bayern (Innviertel). När Josef II än en gång återkom till de bayerska planerna, grundade Fredrik  Tyska fursteförbundet 1785 som motvikt, och detta har betraktats som inledningen till Tyska rikets upplösning. Därigenom kom en stor del av de tyska staterna för första gången under Preussens ledning, men Fredriks snart därpå följande död, 17 augusti 1786 minskade faran för Österrike, ty hans efterträdare förstod ej att upprätthålla den ställning, som Fredrik förvärvat åt sitt land. 
Av dennes storartade arbete för Preussens inre förkovran må här endast erinras om hans omsorg om handeln, näringarna och förvaltningen. Nya vägar och kanaler anlades; bondeståndets ställning förbättrades, och genom utdikningar vanns nya fält för jordbruket. Fabriksindustrin befordrades genom anläggning av porslins- och sidenfabriker med mera. Rättskipningen låg Fredrik mycket nära hjärtat, och en ny lagbok började utarbetas av justitieministrarna Cocceji och Carmer. För konst och vetenskap började med Fredrik en ny tid i Preussem även om han inte riktigt uppskattade den då uppblomstrande tyska litteraturen. Hans armé, som slutligen steg till nära 200 000 man, var den bäst förberedda och utrustade i Europa.

#### Fredrik Vilhelm II (1786–97)

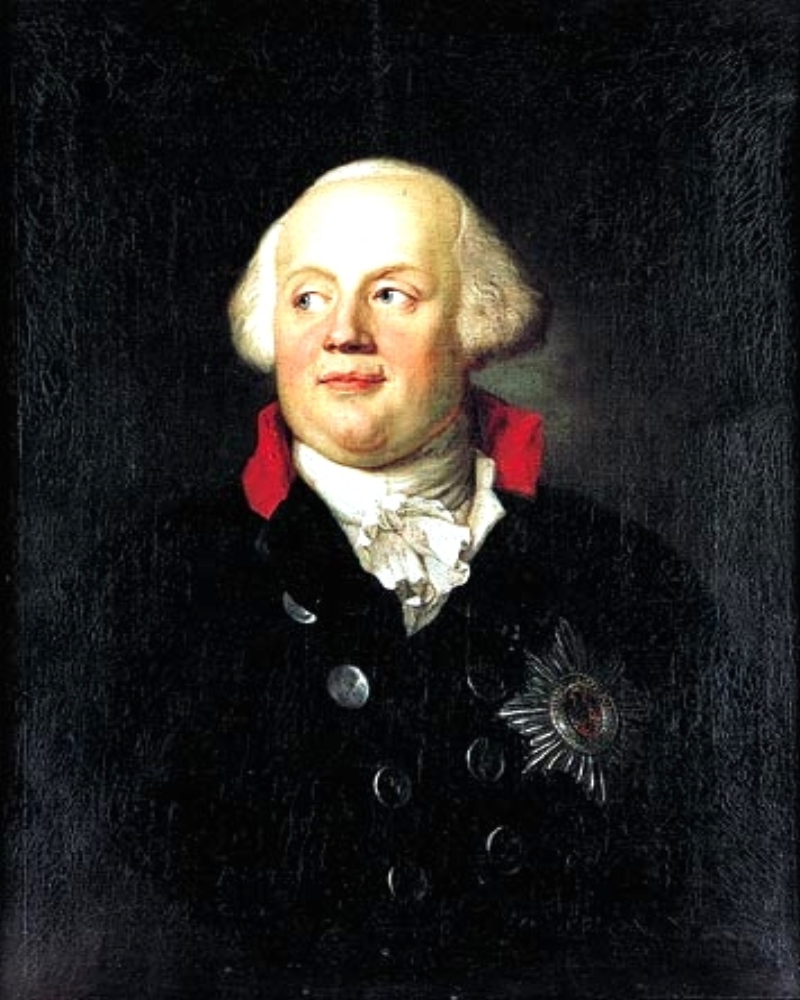
Fredrik Vilhelm II. Målning av Anton Graff.

Hans efterträdare Fredrik Vilhelm II mottog sålunda en blomstrande stat i arv efter sin farbror (200 000 km²; 5,5 miljoner invånare). Armén var i antal och inre värde den främsta i Europa. Statsinkomsterna steg till 22 miljoner thaler, statsskatten till 54 miljoner thaler. 
Men Fredrik Vilhelm stod inte personligen i centrum för styret av kungariket. Snart började ett förfall, som blev farligare, eftersom man fortfarande trodde att allt stod väl till. Omständigheterna bidrog till att underhålla denna villfarelse. En militär framgång var det lätta fälttåget under Ferdinand av Braunschweig mot Nederländerna (1787), där uppror utbrutit mot ståthållaren, Fredrik Vilhelms svåger. Upproret kuvades snabbt. Därpå ingick Preussen förbund med Nederländerna och England. I samråd med den England tvingade Preussen Danmark till fred, då det 1788 angrep Sverige. I Polen syntes Preussen vilja motverka Rysslands planer. 
Men denna politik, som huvudsakligen var ett verk av Fredrik II:s minister greve Hertzberg, passade i längden inte kungen, i synnerhet sedan England börjat dra sig ifrån förbindelsen med honom. Han ingick 27 juli 1790 med Österrike det så kallade Reichenbach-fördraget, varigenom han avstod från alla anfallsplaner mot detta land och dess bundsförvant Ryssland. Hertzberg avgick, och kungen stod under inflytande av gunstlingar och älskarinnor. De första åren av hans regering hade utmärkts av flera folkvänliga inre reformer, men dessa upphörde snart och efterföljdes av en skärpning i enväldet genom censurlagen (1788) och ediktet om religionsväsendet (samma år). 
I krigen mot franska revolutionen kom Fredrik Vilhelm att spela en roll. Sedan han och kejsar Leopold II sammanträffat i Pillnitz (augusti 1791), varifrån de utfärdade en deklaration över sin ställning till folkrörelsen, ingick de ett formligt förbund (7 februari 1792), och när Frankrike därpå förklarade Österrike krig (20 april samma år), ryckte även Preussens armé i fält, under befäl av Ferdinand av Braunschweig. De förbundna hade i början framgång, men måste i september samma år återtåga från Frankrike.
Efter en ny framryckning på andra sidan Rhen och några smärre segrar drog Preussen sig slutligen ur striden helt och slöt en separatfred med Frankrike i Basel 1795. Preussen avstod sina besittningar på västra Rhenstranden (halva Kleve, Geldern och Mors) mot framtida ersättningar öster om Rhen. En väsentlig orsak till detta var de polska angelägenheterna. Fredrik Vilhelm hade 1790 ingått förbund med Polen och åtagit sig att skydda landet mot Ryssland samt hade senare även godkänt den nya polska författningen av 1791. Han betraktades därför av polackerna som ett stöd i deras strid för oberoende av Ryssland. Men när det kom till avgörande, motsatte han sig inte Katarina II:s planer, utan förenade sig med henne och tog för sin räkning vid Polens andra delning (1793) Danzig och Thorn, större delen av Storpolen, delar av Posen, Gnesen med mera. Dessa områden förenades till en provins under namnet Syd-Preussen (omkring 55 000 km², 1,2 miljoner invånare). När polackerna sedermera reste sig till en sista strid för sin frihet, drog Fredrik Vilhelm själv i fält mot dem, men utan större framgång. Ryssarna hade bättre krigslycka. Polackerna blev grundligt slagna, och Polens tredje delning verkställdes 1795, då Preussen fick jämte huvudstaden Warszawa ett område (54 500 km², med nära 1 miljon invånare), varav skapades provinserna Neu-Ostpreussen och Neu-Schlesien. Till följd av ett fördrag med Alexander, den siste markgreven av Ansbach och Bayreuth, fick Preussen 1792 dennes land (8 800 km², med 385 000 invånare). 
Trots rikets stora utvidgning (under Fredrik Vilhelms regeringstid i allt 200 000 km² med 2,7 miljoner invånare) blev Preussen svagare för varje år, och dess anseende såväl inom som utanför Tyskland försvann. Vid Fredrik Vilhelms död hade en stor statsskuld uppstått och armén var demoraliserad. Riket styrdes av mindre lämpliga personer, bland andra Haugwitz, Lombard, Lucchesini och Bischoffswerder.

#### Fredrik Vilhelm III (1797–1840)

##### Konungariket förfaller
Riket var sålunda i förfall då det ärvdes av sonen Fredrik Vilhelm III. Han saknade den kraft och begåvning, som fordrades för att hejda fallet, och var obenägen att genomföra de reformer som var nödvändiga för att Preussen inte skulle stanna efter sina grannländer, särskilt Frankrike. Även om han rensade hovet från de mest onyttiga lät han många av sin faders odugliga gunstlingar, till exempel Haugwitz, behålla ställning och inflytande. Overksam åsåg han Österrikes nederlag i andra koalitionskriget, och uppträdde till och med på Frankrikes befallning hotande mot kejsaren. Till belöning fick han i riksdeputationshuvudbeslutet (1803) omkring 13 200 km² med 500 000 invånare i västra Tyskland (stiften Hildesheim och Paderborn, delar av Münster och Mainz, riksstäderna Nordhausen och Goslar med mera) som ersättning för de ovan nämnda avträdelserna i Basel. 
Även under tredje koalitionskriget var Preussen neutralt, men då Napoleon I lät en del av sina trupper tåga genom preussiskt område, kände sig konungen så djupt kränkt, att han, eggad av drottning Luise och ryske kejsaren Alexander I, beslöt att bryta med Napoleon. Haugwitz sändes 14 november 1805 till denne för att fordra en allmän fred, men lät tiden förgå, till dess Napoleon segrat vid Austerlitz (2 december samma år). Därefter lät Haugwitz, långt ifrån att framföra sitt ärende, förmå sig att avsluta ett nytt förbund med Napoleon, varigenom denne gav Preussen Hannover mot avträdelse av Ansbach, halva Neuchâtel och Kleve. Fredrik Vilhelm var nog svag att godkänna sin ministers verk, men ådrog sig därigenom från England en krigsförklaring, som medförde förlusten av en stor del av preussiska handelsflottan. Men då Napoleon icke dess mindre erbjöd England att återfå Hannover, om det ville sluta fred, förgick slutligen konungens tålamod; han riktade 29 september till Napoleon ett ultimatum, som blev avvisat, varpå han förklarade Frankrike krig 9 oktober 1806. Napoleon, som förutsett detta och därför efter freden 1805 låtit sin armé stanna kvar i södra Tyskland, inryckte strax med omkring 200 000 man i Preussen. Redan 10 oktober stod förpoststriden vid Saalfeld, och 14 oktober levererades dubbelslaget vid Jena och Auerstedt. Vid Auerstedt sårades den preussiske överbefälhavaren Ferdinand av Braunschweig dödligt av ett klusterskott.
I direkt anslutning till segern i Jena-Auerstädt skickade Napoleon sitt kavalleri djupt in på preussiskt territorium i vad som närmast kan beskrivas som en "kavalleri-blitz", en manöver som var mycket avancerad för sin tid och bortom övriga nationers militära kunnande. Preussiska fort kapitulerade ögonblickligen vid synen av Napoleons kuirassierer; endast ett fort, Kolberg, under August von Gneisenau, gjorde motstånd; han vägrade helt enkelt att ge upp Kolberg och detta gjorde honom oavsiktligen till en nationell hjälte. Gneisenau var för övrigt känd för att ha ett mycket djupt hat för Frankrike. 
Nu följde den allmänna upplösningen. Armén var sprängd; den ena fästningen efter den andra kapitulerade utan försök till motstånd, och allt landet väster om Weichsel föll i segrarens händer. På andra sidan denna flod samlade Fredrik Vilhelm kvarlevorna av sin armé för att förena sig med sina bundsförvanter, ryssarna. Men genom slagen vid Eylau (7-8 februari  1807) och Friedland (14 juni samma år) blev även deras motstånd brutet. Freden slöts i Tilsit (9 juli), varvid Preussens konung måste avstå alla sina besittningar väster om Elbe och de områden, som erhållits vid Polens andra och tredje delning.
Freden i Tilsit var en genant tillställning för Fredrik Vilhelm, han mustrade sin sista värdighet inför mötet med de båda kejsarna, Alexander I och Napoleon. Freden slöts på en flotte i floden Niemen, nära Tilsit, men Fredrik Vilhelm fick inte ens vara med om förhandlingarna, han fick snopet vänta på flodbanken medan Preussens öde gjordes upp utan hans närvaro. Senare dikterade Napoleon villkoren för den villrådige kungen; allt han kunde göra var att lyssna.
Freden i Tilsit visade sig kostsam för Preussen, vilket förlorade över halva sitt territorium, samtliga sina provinser i Rhen och över hälften av dess 5 miljoner invånare. Vidare skulle ett stort krigsskadestånd betalas. Armén styckades och fick efter Tilsit inte uppbringa mer än 42 000 man, en sådan styrka kunde enligt Napoleon inte hota Frankrike. De mest nationalistiska officerarna skulle bytas ut mot konservativa officerare; så att Napoleon kunde använda Preussens armé som ett eget verktyg i sina framtida erövringar (vilket också skedde i fälttåget mot Ryssland, då den preussiska generalen Yorck fick underordna sig den franske marskalken MacDonald.

##### Preussen reformeras
Efter dessa olyckor började kungen arbeta för att reformera Preussen. Viktiga personer i detta arbete var von Stein, von Hardenberg, Niebuhr, von Scharnhorst, von Gneisenau med flera. De följande årens reformarbete blev det nya Preussens genesis. Reformarbetet utfördes till en del efter mönster från Frankrike. Man försökte efterbilda de goda effekterna av den franska revolutionen i Preussen . Armén reorganiserades. Man avslutade seden att värva soldater utomlands och införde allmän värnplikt (fullständigt dock först 1814). De stränga krigslagarna mildrades och soldaternas utrustning förbättrades. För att påskynda landets ekonomiska uppkomst upphävdes alla privilegier. Självstyre infördes i kommunerna (1808). Stein ansåg att man borde vänja folket vid politiskt deltagande på detta sätt innan man införde en riksrepresentation. En sådan utlovades nämligen som reformernas slutmål. 
Regeringen upphävde livegenskapen (1807) och skråväsendet (1809). Napoleon ogillade detta och tvingade Stein att lämna Preussen (1808). [Stein var för övrigt tvingad till exil på grund av att fransmän(oklart just vilka fransmän - klart är dock att det snabbt skickades vidare till Napoleon) uppsnappade ett brev undertecknat Stein där han nedtecknat en patriotisk vädjan till det Preussiska folket att vända sig mot sina påtvingade franska herrar. Men dennes verk fortsattes av Hardenberg och inte minst Theodor von Schön. Samtidigt spirade nationalitetskänslan i Tyskland. Man ville slippa det franska förtrycket. Så när Napoleon lidit sitt stora nederlag mot Ryssland (1812) var Preussen det första område som övergick från honom till ryssarna. Under frihetskriget 1813  kämpade den reorganiserade preussiska armén under von Blücher mot fransmännen och bidrog kraftigt till krigets slut. Då Napoleon 1815 försökte återta sin ställning, besegrades han av engelsmän och preussare vid Waterloo. Trots att Preussen mer än någon annan stat utmärkt sig i kriget, vann det inte så särskilt stor landutvidgning på Wienkongressen. Det återställdes till samma folkmängd (10 miljoner invånare), som det haft 1806. Dess areal blev mindre till följd av åtskilliga landbyten. Landbytena ledde till att Preussen fick flera tyska invånare och färre polska än förr. Det avstod nämligen från allt vad det fått vid Polens delningar, utom Thorn, Danzig, Westpreussen och Posen, samt fick i stället halva Sachsen, stora områden vid Rhen (en stor del av Westfalen och Rhenprovinsen) samt genom fördrag med Sverige 7 juni 1815 Svenska Pommern och Rügen. Genom kriget hade statsskulden vuxit till 200 miljoner thaler, men genom sparsamhet förbättrades riksfinanserna sedermera. Kungen gav två tredjedelar av de kungliga domänerna åt staten. 
Efter freden fortsattes reformerna. Genom en förordning av 20 september 1815 fullbordades förändringarna i den lokala förvaltningen; landet delades i tio (sedermera i åtta) provinser, dessa i "regierungsbezirke", dessa åter i "kreise" (kretsar). Den allmänna värnplikten blev fullt genomförd genom en lag av 3 september 1814; allmän skolplikt infördes 1819, och så vidare. 
Av utomordentlig betydelse för Preussens och Tysklands framtid var bildandet av Tullföreningen (1827). I denna ingick snart de flesta av Tysklands stater och den blev en förberedelse till Tysklands politiska enande under Preussens ledning. Vid jubelfesten 1817 genomdrev Fredrik Vilhelm en union mellan de båda protestantiska kyrkorna i Preussen till en, den evangeliska kyrkan. Eftersom kungahuset tillhörde den reformerta kyrkan, blev denna vid unionen gynnad på den lutherska bekännelsens bekostnad, varför många lutherska församlingar vägrade att foga sig efter unionsdekreten. Kungen grep därför till våldsamma medel, vilket förmådde många att utvandra, och samtidigt kom regeringen även i häftig konflikt med den katolska kyrkan. 
Alla de nämnda reformerna var av administrativ natur, men den rent politiska reform, som en stor del av folket efterlängtade och som kungen själv utlovat 1813 och 1815, nämligen införandet av ett konstitutionellt styrelsesätt, hördes ej av. Kungen stod under den österrikiske ministern Metternichs och dennes meningsfränders inflytande, och dessa skrämde honom från varje steg i konstitutionell riktning. Vissa obetänksamheter och våldsamheter, som begåtts av reformvännerna, särskilt av den akademiska ungdomen, gjorde kungen än mer misstänksam, och en ytterst sträng censur, ett olidligt polisspioneri och förföljelse mot alla "demagoger" var hans svar på de liberalas fordringar. För att i någon mån inlösa sitt löfte, införde han dock 1823 så kallade provinsständer, det vill säga en provinsrepresentation med rådgivande myndighet i provinsens angelägenheter, men utan initiativ. Det politiska missnöjet fortfor och kom även mångenstädes till utbrott efter julirevolutionen i Frankrike 1830, och ända till sin död hade Fredrik Vilhelm att kämpa med en stark folkopinion.

#### Fredrik Vilhelm IV (1840–61)

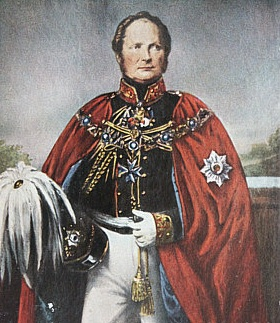
Fredrik Vilhelm IV. Målning av Franz Krüger.

Fredrik Vilhelm III efterträddes av sin äldste son, Fredrik Vilhelm IV, som med glädje mottogs av de liberala, vilka hoppades att nu se sina önskningar uppfyllda. Hans första regeringsåtgärder stärkte deras förhoppningar. Han utfärdade nämligen en allmän amnesti för dem som dömts för högförräderi och försoning ingicks med den katolska kyrkan. Likaledes mildrades de stränga åtgärderna mot de lutheraner som var missnöjda med unionen; censuren avskaffades för större arbeten och så vidare. Dessutom utfärdade han 1842 lagen om ett ständerutskott: de åtta provinsförsamlingarna skulle välja utskott, med vilka regeringen skulle överlägga rörande frågor, som vållat en större meningsolikhet mellan provinsständerna. Detta var emellertid icke någon riksrepresentation efter de liberalas sinne; men längre var kungen ej böjd att gå, trots den starka misstämning, som han därigenom framkallade mot sig överallt i landet. 
Då han emellertid började frukta för en revolution sökte han blidka sinnena genom patentet av 3 februari 1847 om den förenade lantdagen. Detta påbjöd att, så ofta statens behov föranledde upptagande av nya statslån eller nya skatter, skulle provinsständerna samlas till en förenad lantdag i Berlin och i dessa frågor ha beslutande makt. Likväl fordrade de liberala, än mera, införande av ett konstitutionellt statsskick. 
Sådan var ställningen när budet kom om franska februarirevolutionen 1848. 15 mars skedde en sammanstötning i Berlin mellan trupperna och de mot kungliga slottet tågande folkskarorna, och 18 mars väntades nya och svårare oroligheter, vilket förmådde kungen att utlova eftergifter. Vid skingrandet av den utanför slottet samlade folkskaran kom det till blodiga gatustrider. Mot sin broder prins Vilhelms och kommenderande generalen Prittwitz' råd hemsände Fredrik Vilhelm trupperna till deras kaserner (de avlägsnades kort därpå från Berlin) och böjde sig fullständigt för revolutionen. Han utfärdade 21 mars en proklamation, vari talades om det tyska folkets och de tyske furstarnas förening under hans ledning; följande dag inkallades en konstituerande nationalförsamling, Preussiska nationalförsamlingen, som tillsammans med kungen skulle utarbeta ny författning för Preussen. Den samlades 22 maj, men fann ej regeringens förslag nog frisinnade, och nya oroligheter utbröt i Berlin (stormningsförsöket mot tyghuset 14 juni, ett tumult 31 oktober och så vidare). 
Dessa tilldragelser jämte de samtidiga uppropen överallt i Tyskland, det revolutionära nationalparlamentet i Frankfurt am Main, det polska upproret och så vidare övertygade Fredrik Vilhelm om nödvändigheten av att rycka sig lös från de revolutionäras ledning. 8 november 1848 utnämnde han den konservative greve Friedrich Wilhelm von Brandenburg till konseljpresident, och i dennes ministär ("Ministerium der rettenden that") insattes dessutom idel konservativa män: Manteuffel (som inrikesminister), Ladenberg, Strotha och von der Heydt. Vidare lät kungen den från Holstein kommande general von Wrangel med sina trupper inrycka i Berlin. Nationalförsamlingen flyttades 9 november till staden Brandenburg och upplöstes 5 december. Samma dag utfärdade kungen en oktrojerad författning som skulle få revideras av den genom författningen organiserade lantdagen. Denna samlades 26 februari 1849 men Andra kammaren måste snart (27 april) upplösas och vallagen ändrades. Den därefter ånyo samlade lantdagen reviderade verkligen 1848 års författning som i sitt nya skick fick kunglig sanktion 31 januari 1850. Genom denna författning, som gällde länge, blev Preussen en konstitutionell stat.
Samtidigt med dessa tilldragelser var tyska nationalförsamlingen i Frankfurt am Main sysselsatt med att omdana Tyska förbundet. Denna åstadkom på våren 1849 en författning som gjorde Tyskland till kejsardöme. Fredrik Vilhelm valdes 28 mars till arvkejsare, men då han icke ville eller av fruktan för Österrike icke vågade antaga den honom (3 april) erbjudna värdigheten, förföll hela detta förslag. I stället sökte han genom underhandlingar med de tyska regeringarna åstadkomma Tysklands enhet. Han vann till en del Sachsen och Hannover för sina planer (Trekonungaförbundet, 1849) som åsyftade en tysk förbundsstat under preussisk ledning. Men snart uppvaknade hos de större tyska staterna farhågor att de skulle förlora all betydelse varjämte Österrike och Ryssland var alldeles emot en sådan reform. Ett av Preussen till Erfurt inkallat unionsparlament, som skulle närmare utarbeta författningen, blev fåtaligt besökt och gav ej något resultat. I stället återupprättade Österrike den författning, som Tyska förbundet haft sedan 1815, och inkallade den gamla förbundsdagen i Frankfurt (1 september samma år). Då Preussen vägrade att rätta sig därefter hotade ett krig att utbryta. Som Österrike därvid kunde räkna på Rysslands hjälp, vågade dock ej Fredrik Vilhelm fullfölja sin tyska politik, utan gav slutligen efter i alla punkter genom fördraget i Olmütz (de så kallade "Olmütz-punktationerna" 29 november samma år), inseglet på Preussens nederlag i denna sak.
I ännu en annan strid var Preussen invecklat under dessa oroliga år. Då invånarna i Slesvig och Holstein 1848 gjorde uppror mot Danmark, begärde och erhöll de hjälp från Tyskland, särskilt från Preussen. Men Fredrik Vilhelm drog snart tillbaka sina trupper, då det visade sig, att flera europeiska stater tog Danmarks parti, och undertecknade Londontraktaten av 8 maj 1852, varigenom hertigdömena tillförsäkrades Danmark (jämför Slesvig-holsteinska kriget och Dansk-tyska kriget 1864). 
Från denna tid intog Preussen en fullt neutral hållning i den internationella politiken, inom vilken det saknade all betydelse. Till Schweiz avstod det (1857) sin rätt över Neuchâtel. En liten utvidgning erhöll det dock genom föreningen (1849) med furstendömena Hohenzollern och genom inköp från Oldenburg (1853) av Jadeområdet, som blev den nya preussiska flottans Nordsjöstation. Högt stod dock Preussen på konstens och än mer på vetenskapens område, där en mängd stora forskare bröt nya banor. 
Fredrik Vilhelm, som av svår sjuklighet (sinnesrubbning) redan i oktober 1857 nödgades dra sig ifrån regeringen, efterträddes av sin broder Vilhelm I.

#### Vilhelm I (1861–88)

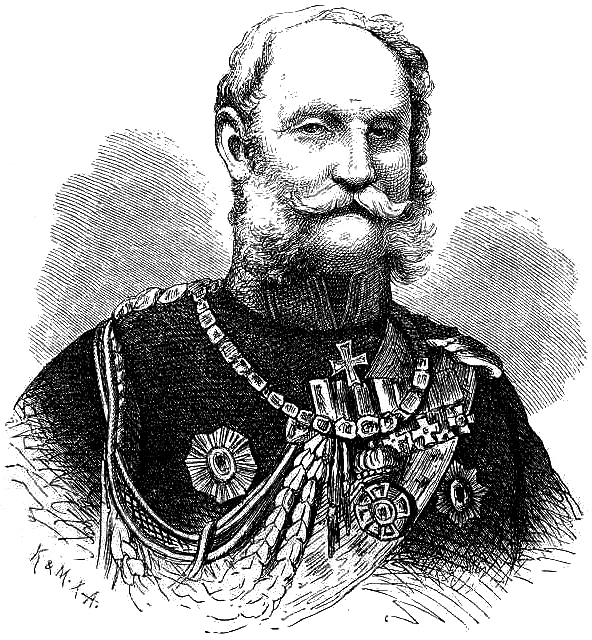
Vilhelm I

Vilhelm I styrde Preussen med regenttitel och suverän myndighet sedan 9 oktober 1858. Han inledde den nya eran med att avskeda partiministären Manteuffel och i stället utnämna en "gammalliberal" regering under furst Karl Anton av Hohenzollern-Sigmaringen, som mottogs med allmän välvilja av folket. Att Vilhelm ville återupprätta Preussens politiska anseende genom en kraftigare utrikespolitik visade han då han under 1859 års italienska krig mobiliserade armén och erbjöd Österrike sitt bistånd vilket dock avslogs. Vid denna mobilisering erfor man i vilket bristfälligt skick arméväsendet befann sig och därför beslöt kungen sig för en ny arméorganisation vartill planen uppgjordes av krigsministern von Roon. De för ändamålet nödiga anslagen vägrades likväl av lantdagens liberala majoritet, som 1861 konstituerat sig till det så kallade framstegspartiet. Kungen upplöste då (11 mars 1862) Andra kammaren och lät prins Adolf av Hohenlohe-Ingelfingen bilda en ny, konservativ, ministär. De nya valen gav emellertid de liberala en ännu större övervikt.
Hohenlohe avgick och till förste minister utnämndes 8 oktober 1862 Otto von Bismarck-Schönhausen som kort förut, 24 september, inkallats i ministären. Han mottogs med än större ovilja än sin föregångare: representationen icke blott vägrade anslag för armén utan förkastade regeringens hela budgetförslag och förklarade på våren 1863 i en skrivelse till konungen att allt samarbete med ministären var omöjligt. Det var måhända kung Vilhelms största förtjänst om Preussen, att han hade kraft och mod att i denna strid hålla på sin minister. Med järnhand införde denne disciplin i den oppositionella ämbetsmannakåren: han indrev de nödiga skatterna, utan att de beviljats, och den nya arméorganisationen, grunden till Preussens kommande storhet, blev fullt genomförd. Detta inkonstitutionella styrelsesätt varade ända till 1866 då händelsernas gång till fullo uppvisat oppositionens kortsynthet och därmed brutit dess makt. Men det är lätt att begripa, hur stor upphetsningen i sinnena skulle vara under dessa år. Samma energi och hänsynslösa kraft utvecklades även i utrikespolitiken. Den viktigaste frågan på detta fält var den om Tyska förbundets omdaning till en starkare enhet. I de underhandlingar, som fördes härom under förra hälften av 1860-talet, visade sig ånyo omöjligheten att förena Preussens och Österrikes intressen. Den förra staten ville ur Tyskland avlägsna Österrike, men hade därvid emot sig icke blott detta kejsarrike, utan även de tyska mellanstaterna, som fruktade Preussens härsklystnad och trodde sig bättre bevara sin självständighet genom att sluta sig till Österrike och använda detta som ett värn mot Preussen. 
Trots motsatsen mellan de båda staterna uppträdde de som bundsförvanter i kriget mot Danmark 1864 varigenom Slesvig och Holstein frånrycktes denna stat. Men med hertigdömenas erövring skapades en ny tvistefråga emellan erövrarna. Det visade sig snart att Preussen ville behålla hertigdömena för egen räkning medan Österrike önskade, att de skulle lämnas åt hertig Fredrik av Augustenburg. Provisoriskt bilades tvisten genom fördraget i Gastein 14 augusti 1865, enligt vilket Preussen skulle förvalta Slesvig och Österrike Holstein, varjämte Österrikes anspråk på det ävenledes från Danmark tagna Sachsen-Lauenburg avstods mot en penningsumma. Helst skulle Österrike ha velat tillbyta sig områden i Schlesien mot sina rättigheter över hertigdömena, men därpå ville Preussens regering ej inlåta sig. I början av 1866 anställdes stora demonstrationer i Holstein för hertigen av Augustenburg, utan att den österrikiske ståthållaren ingrep. Detta föranledde en mycket hetsig notväxling mellan de båda staterna, och samtidigt knöt Österrike närmare förbindelser med de tyska mellanstaterna och Preussen med Österrikes gamla fiende Italien. 
Då framdrog Bismarck även frågan om Tysklands omdaning, vilken skjutits åt sidan genom den slesvig-holsteinska konflikten, och framlade 9 april ett förslag härom på förbundsdagen i Frankfurt. Detta förkastades och i stället började man på båda sidor mobilisera sina trupper. Då Österrike lät inkalla Holsteins ständer (5 juni), förklarade Preussen detta för ett brott mot Gastein-fördraget och lät Manteuffel (7 juni) med 20 000 man inrycka i landet för att liksom före detta fördrag dela regeringen med österrikiske ståthållaren Gablenz. Detta föranledde Österrike att på förbundsdagen föreslå allmän mobilisering mot Preussen (11 juni) och då det visade sig att pluraliteten var för Österrike förklarade Preussens ombud, von Savigny, Tyska förbundet upplöst (14 juni). 
Därpå började kriget i vilket Österrike understöddes av alla mellanstaterna med undantag av de båda storhertigdömena Mecklenburg och storhertigdömet Oldenburg. De små thüringska och nordtyska staterna höll sig i allmänhet till Preussen. Kriget blev ett oavbrutet segerlopp för preussarna. I västra Tyskland segrade Eduard Vogel von Falckenstein och Manteuffel över hannoverarna (vid Langensalza, 27 juni), hessare (vid Laufach, 13 juli) och sydtyskar (bland annat vid Tauberbischofsheim, 24 juli), och på östra krigsskådeplatsen vann än mer avgörande segrar. Sachsen ockuperades och de preussiska trupperna inryckte sedermera i tre avdelningar i Böhmen under kronprinsen Fredrik Vilhelm, prins Fredrik Karl och general Herwarth von Bittenfeld. Överbefälet hade kungen själv med Helmuth von Moltke som stabschef, österrikarna, vilkas operationer leddes av general Ludwig von Benedek, blev slagna i en mängd drabbningar (vid Huhnerwasser och Liebenau, Podol, Münchengrätz, Gitschin, Nachod, Burgersdorf, Skalitz och Schweinschädel) och drevs tillbaka samt koncentrerade sig vid Königgrätz (Sadowa), där det avgörande slaget stod 3 juli. Efter ett tappert motstånd bröts där fullständigt den österrikiska armén och flydde. Preussarna framryckte under nya segrar och stod snart utanför Wien. 
Österrike måste då avsluta fredspreliminärerna i Nikolsburg 26 juli varpå den definitiva freden slöts i Prag 23 augusti 1866. Genom denna fred (Pragfreden) fick Preussen fria händer att omdana Tyskland utan Österrikes deltagande, varjämte detta land avstod sina anspråk på Slesvig och Holstein. Konungariket Hannover, kurfurstendömet Hessen-Kassel, hertigdömet Nassau och den fria riksstaden Frankfurt am Main blev alldeles inkorporerade i Preussen. Några av de övriga slagna staterna måste göra några smärre landavträdelser. Det var först efter dessa lysande bragder, som lantdagen och regeringen försonades: den senare fick nu (3 september) "indemnitet" för sitt föregående olagliga styrelsesätt. 
Nu följde hastigt Tysklands omdaning. Alla stater norr om Mainfloden förenades 1867 med eget medgivande med Preussen till Nordtyska förbundet vars chef var kungen av Preussen och vars författning var ungefär densamma som det senare Tyska rikets. Med staterna söder om Main ingicks off- och defensivallianser. 
På detta sätt hade slutligen den tyska frågan lyckligen lösts mot de flestas förmodan. Särdeles oangenämt överraskad var Napoleon III, som hoppats att genom detta krig vinna ökat inflytande, men som i stället såg en ny stormakt uppstå vid sitt rikes östra gräns. Ett försök av honom att erhålla Luxemburg som ett slags ersättning misslyckades fullständigt till följd av Preussens vägran på Londonkonferensen 1867. Den förbittring, som därigenom uppstod i Frankrike mot Preussen, medverkade i sin mån till utbrottet av fransk-tyska kriget 1870-71. Men detta krig bidrog blott att ytterligare höja Preussens och Tysklands makt, i det att även de sydtyska staterna förenade sig med Nordtyska förbundet. Denna nya statsförening antog namnet Tyska riket. Preussens konung antog samtidigt titeln av tysk kejsare (i Versailles, 18 januari 1871). Efter freden var Preussens utrikespolitik naturligtvis helt och hållet Tyska rikets och även inrikespolitiken i många avseenden sammanföll med dettas. 
En viktig tilldragelse i Preussens inrikespolitik under 1870-talet var den så kallade kulturkampen, det vill säga striden mellan den ultramontana katolicismen och staten. 
Kejsar Vilhelm I avled 9 mars 1888 och efterträddes av sin son Fredrik III, som dödssjuk besteg tronen och avled redan 15 juni samma år, utan att ha fått tillfälle att praktiskt söka förverkliga de frisinnade regeringsgrundsatser han av gammalt hyllade.

#### Vilhelm II (1888–1918)

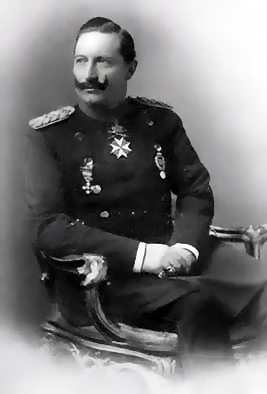
Vilhelm II. Foto från 1890-talet.

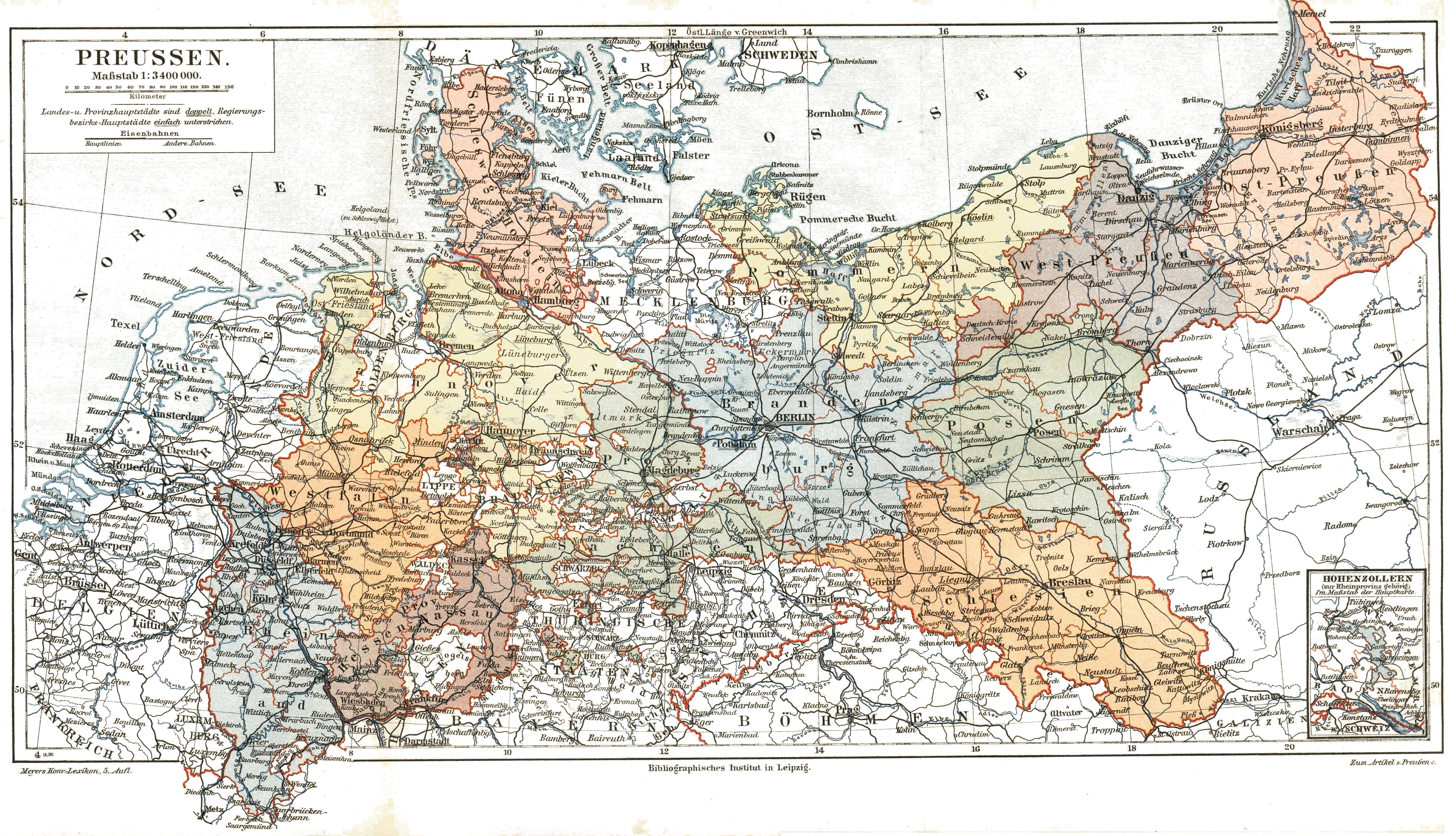
Politisk karta över Preussen före 1905.

Kejsar Fredriks son och efterträdare, Vilhelm II, visade sig i början starkt intresserad för sociala reformer. Mycket populärt var förslaget om självdeklaration som dock strandade i ministerrådet på Bismarcks motstånd. Den stora gruvarbetarstrejken på våren 1889 gav upphovet till en ny socialpolitik som förmådde Bismarck att i början av februari 1890 lämna sin ställning såsom preussisk handelsminister vari han efterträddes av friherre Hans Hermann von Berlepsch. Genom en kejserlig skrivelse till kanslern 4 februari 1890 framställdes tanken att genom internationella bestämmelser reglera frågorna om arbetarskydd och om förhållandet mellan arbetsgivare och arbetare. Snart därpå utfärdades inbjudning till övriga stater att sända ombud till en arbetarskyddskonferens i Berlin, under vars samvaro Bismarck (20 mars 1890) avgick från rikskanslersbefattningen och sin preussiska ministerpresidentpost samt efterträddes av general Leo von Caprivi. 
Nu upptogs åter frågor om en reform av skatteväsendet, och finansministern Johannes von Miquels hösten 1890 framlagda förslag om ny inkomstbeskattning med självdeklaration, om ändring i arvs- och yrkesbeskattning med mera vann 1891 sanktion som lag. År 1893 kompletterades denna genom en lag om förmögenhetsskatt. År 1890 hade kultusministern Gustav von Gossler framlagt förslag till en folkskolelag som gav regeringen inflytande över lärarna och religionsundervisningen och därför starkt bekämpades av den katolska centern. Efter Gosslers avgång (mars 1891) lät hans efterträdare (von Zedlitz) förslaget falla och framställde i januari 1892 ett annat som medgav kyrkan att övervaka religionsundervisningen och inskränkte lärarexamina samt därigenom var behagligt för centern och de konservativa men i stället hetsigt bekämpades av de liberala partierna. Kungen förklarade (i kronråd 17 mars) att lagen endast fick komma till stånd om de så kallade mellanpartierna godkände den. Detta föranledde kultusministerns avgång och hans efterträdare, Robert Bosse, återtog förslaget. I samband härmed nedlade Caprivi sin befattning som preussisk ministerpresident (som rikskansler kvarstod han till 1894) och presidiet i Preussens ministär anförtroddes i stället åt greve Botho von Eulenburg vilken i augusti samma år därjämte blev inrikesminister efter Ernst Ludwig Herrfurth. Denne hade 1891 genomfört en ny kommunalförordning för de östra provinserna, en lag av synnerligt stor betydelse, som moderniserade de gamla kommunalförhållandena från århundradets början. 
År 1891 erhöll de katolska prästerna tillbaka de löner som Bismarck sekvestrerat under striden om majlagarna; 1892 gavs "Welf-fonden" tillbaka åt hertigen av Cumberland. En tvist mellan Caprivi och Eulenburg om den så kallade "omstörtningslagen" mot socialisterna förmådde hösten 1894 båda att begära avsked, vilket även beviljades (26 oktober). Bådas ämbeten lämnades åt furst Chlodwig Hohenlohe, förut ståthållare i Elsass-Lothringen. Rikets inre tillstånd var nu i många avseenden allt annat än gott; nästan överallt rådde missnöje, särskilt bland arbetarna, inom vilkas led socialismen alltjämt vann nya anhängare. Omfattande kanalarbeten hade redan på 1880-talet igångsatts: mellan Rhen, Ems och Weser samt Kielkanalen, som invigdes i juni 1895. 
De många motgångar, särskilt i ekonomiska frågor, som ministrarna åren 1895–1896 led i preussiska lantdagen (liksom även i tyska riksdagen) till följd av de osäkra partiförhållandena, föranledde en snabb omväxling inom regeringen vars inflytelserikaste medlem finansministern von Miquel ansågs vara (han blev 1897, efter Karl Heinrich von Bötticher, jämväl vice president i statsministeriet). I juni 1896 hade handelsministern von Berlepsch avgått av missnöje över den senfärdighet varmed man fullföljde den 1890 inledda socialpolitiken vars ivrigaste förfäktare han var. Häftiga strider inom lantdagen framkallades 1899 av förslaget om byggande av en kanal från Rhen till Elbe, vilket ivrigt bekämpades av de konservativa stora godsägarna i rikets östra delar då de befarade att projektets förverkligande skulle skada deras lokala och agrariska intressen. Förslaget förkastades (19 augusti) och de högre ämbetsmän, som röstat emot det ("kanalrebellerna") försattes då tills vidare i disponibilitet. Året därpå nedlade Hohenlohe, sedan regeringens en gång förkastade förslag till kommunal rösträttsreform omsider genomdrivits, sina ämbeten både som preussisk ministerpresident och tysk rikskansler.
Till Hohenlohes efterträdare på båda posterna utsågs (17 oktober 1900) greve (sedan 1905 furste) Bernhard von Bülow. Det nya kanalförslag, som regeringen 1901 framlade, innebar, att förutom Rhen–Elbe-kanalen även skulle, såsom en motvikt till de östra landsdelarnas förmån, bland annat anläggas en ny vattenväg Stettin–Berlin men förslaget befanns ej ha utsikter att kunna genomdrivas varför lantdagen hemförlovades innan det hunnit slutbehandlas. 1904 framlades åter en serie nya kanalförslag gällande en kanal från Rhen till Hannover och omfattande vattenbyggnader vid Oder, Havel och Spree med mera. De blev 1905 i huvudsak antagna i samband med ett under förhandlingarna i lantdagens utskott nytillkommet förslag om kanalisering av Saar, Mosel och Lahn. Sedermera beviljades även anslag till vattenvägen Stettin-Berlin (färdig 1914). 

##### Förtyskningspolitik
I Bülows preussiska politik intog åtgärderna för tyskhetens befästande i de delvis av polacker bebodda östra provinserna (Ostmark) ett framträdande rum. Efter vacklan hit och dit i fråga om de ledande grundsatserna för regeringens ställning till dessa frågor hade man 1886, genom inrättandet av en koloniseringskommission (Ansiedelungskommission), definitivt slagit in på en förtyskningspolitik som i ökandet av antalet rent tyska jordbrukande nybyggare såg sitt förnämsta medel. En fond på 100 miljoner mark upprättades samma år för detta ändamål och förnyades 1898. Genom tillkomsten 1894 av Deutscher Ostmarkenverein hade förtyskningspolitiken tagit ökad fart och småningom kommit att beröra allt vidsträcktare områden. Som dess ledande grundsatser angav Bülow i ett programtal 13 januari 1902 upprätthållandet av statens auktoritet i alla avseenden, tyska språkets herravälde i skolorna, förvaltningen och rättskipningen, koloniseringspolitikens fullföljd enligt Bismarcks idéer, organisering av den tyska lantbefolkningen i föreningar av skilda slag, gynnande av städernas utveckling och främjande av andlig tysk kultur i gränsprovinserna. Stora anslag till koloniseringsfonden äskades och genomdrevs såväl 1902 (350 miljoner mark) som 1908 (200 miljoner mark), och sistnämnda år erhöll koloniseringskommissionen efter häftiga debatter i lantdagens båda hus därjämte befogenhet att på vissa villkor expropriera i polsk ägo befintliga jordegendomar till en utsträckning av högst 70 000 hektar . Denna befogenhet tycktes närmast ha varit avsedd som ett hot, och den anlitades först hösten 1912, samt även då endast i ett fåtal fall. 
Utom centern och den polska gruppen hade även många konservativa, som i expropriationsbefogenheten såg ett hot mot den enskilda äganderätten, samt en del frisinnade, vilka höll en dylik befogenhet för författningsstridig, bekämpat förslaget, som också kunde genomdrivas först efter rätt betydliga modifikationer i dess ursprungliga avfattning. Vidare upprättades till de tyske kolonisternas fromma en "medelståndskassa" i Posen och en tysk bondebank i Danzig, administrationens förtyskning främjades genom extra lönetillägg (Ostmarken-Zulage) åt stora kategorier av ämbetsmän i de östra provinserna, anslag beviljades för folkbibliotek och föreläsningsverksamhet i stor utsträckning, en kunglig akademi upprättades i Posen (1903) och en teknisk högskola i Danzig (1904), och medel anslogs för uppförande i Posen av ett kungligt residensslott. Ett försök från polskt håll, där regeringens förtyskningsåtgärder med mycken energi och uppfinningsrikedom motarbetades, att som protest mot skolornas förtyskning 1906-07 i provinsen Posen anordna en skolbarnsstrejk (barnen svarade ej på de frågor, som framställdes på tyska språket) undertrycktes med stränghet av överpresidenten Wilhelm von Waldow. 
Hela den energiska "ostmarkpolitiken" kunde emellertid endast uppvisa partiella framgångsresultat och 1910 inträdde, i samband med regeringens större beroende av centern i riksdag och lantdag, en period av i stort sett försonligare politik mot polackerna (bland annat representerad av den nye jordbruksministern Clemens von Schorlemer-Lieser) utan att dock de för regeringen på detta område ledande grundsatserna i väsentliga delar övergavs. Sålunda genomdrevs 1912 den så kallade "egendomsbefästandeslagen" enligt vilken för befästande och stärkande av tysk jordegendom i "nationellt hotade" delar av provinserna Ostpreussen, Pommern, Schlesien och Schleswig-Holstein anslogs 100 miljoner mark till förvärvande av mark att på billiga villkor utarrenderas åt tyska jordbrukare och arbetare. Om den jämsides med ostmarkspolitiken gående förtyskningspolitiken mot den dansktalande befolkningen i Nordslesvig i provinsen Schleswig-Holstein. 
Bülow avgick 14 juli 1909 och efterträddes både som rikskansler och som preussisk ministerpresident av Theobald von Bethmann-Hollweg, vilken mars 1905–juni 1907 varit preussisk inrikesminister och därefter statssekreterare och chef för tyska riksinrikesministeriet. Han var ingen vän av Bülows "blockpolitik", utan slog in på en mera avgjort konservativ politik, särskilt i Preussen, varvid dock ibland en rätt avsevärd påverkan på regeringspolitiken gjorde sig märkbar från en ny "blockbildning" (mellan centern och de konservativa, "det svart-blå blocket").

##### Rösträttsfrågan
Frågan om ändring av Preussens föråldrade, redan av Bismarck i skarpa ordalag kritiserade rösträttsbestämmelser, kom under de närmast följande åren gång på gång upp på dagordningen. Under Bülows tid hade de mest flagranta ojämnheterna i valkretsindelningen nödtorftigt undanröjts genom att tio nya valkretsar upprättats i Berlin med omnejd och de tätast befolkade kolgruvområdena 1906. Som en följd därav inträdde en liten men för de borgerliga partierna besvärlig socialdemokratisk grupp vid valen 1908 i preussiska lantdagen. I sitt trontal samma år utlovade kejsaren en "organisk utveckling" av författningsbestämmelserna om rösträtten och deputeradekammarens sammansättning. Det förebådade reformförslaget avlämnades först 4 februari 1910 och gick ut på införande av direkta val, men bibehållande av öppen omröstning vid valen och av det av socialister och liberaler häftigt bekämpade treklassysystemet, dock med väsentligt modifierade censusbestämmelser och gynnande av medborgare med högre bildning, de så kallade "kulturbärarna". 
Förslaget föranledde långvariga förhandlingar först i deputeradekammaren och sedan i herrehuset och dess ursprungliga form förändrades nästan till oigenkännlighet. Till sist förklarade Bethmann-Hollweg att regeringen inte fäste något värde vid förhandlingarnas fortsättande i denna fråga (maj) och något nytt initiativ från regeringshåll i den ute i landet livligt omdebatterade frågan har sedan dess inte förekommit. Under tiden uttalade sig socialdemokrater och frisinnade allt ivrigare för "riksdagsvalrättens" (den allmänna, lika, direkta och hemliga rösträttens) införande även i Preussen, medan de konservativa visade växande obenägenhet för varje mera genomgripande förändring av gällande rösträttsbestämmelser och centern och national-liberalerna var böjda för något slags kompromisslösning av stridsfrågan. 
Några socialdemokratiska deputerades bullersamma uppträdande vid lantdagsförhandlingarna föranledde 1910 en skärpning av arbetsordningen och vållade även senare häftiga konflikter mellan dem och kammarens presidium. 1913 träffades en slutlig uppgörelse med hertigen av Cumberland och dennes son, prins Ernst August (24 maj samma år förmäld med kejsar Vilhelms enda dotter) och därmed berövades, i samband med prins Ernst Augusts tronbestigning i Braunschweig den welfiska agitationen mot Hannovers införlivande med Preussen, allt stöd från den gamla hannoveranska dynastin och blev praktiskt taget betydelselös. 
Under första världskriget stegrades kraven på en grundlig reform av Preussens föråldrade författning av år 1850. Trontalet i januari 1916 ställde en rösträttsreform i utsikt, men den uppsköts februari 1917 till efter kriget. Ministerpresidentsämbetet under monarkins sista år innehades av rikskanslererna Bethmann Hollweg (till 14 juli 1917), Michaelis (juli-oktober 1917), Hertling (november 1917-september 1918) och prins Max av Baden (oktober-november 1918). "Påskbudskapet" av 7 april 1917 förebådade avskaffande efter kriget av treklassvalrätten, införande av omedelbara och hemliga val samt omgestaltning av herrehuset. Dessa löften följdes 11 juli samma år av nya om lika rösträtt och reformförslagets snara framläggande. Hertling framlade ett regeringsförslag 24 november samma år, men lantdagens högermajoritet förhalade behandling av detta. Det förkastades i deputeradekammaren och upptogs till behandling i herrehuset i september 1918; först i oktober samma år bröts under världshändelsernas tryck högerns motstånd mot den allmänna rösträttens införande i Preussen och kort därefter utbröt (9 november) revolutionen.

### Fristat (1918–1947)
Huvudartikel: Fristaten Preussen
Vid krigsslutet bildades revolutionära arbetar- och soldatråd vilkas exekutivråd den 13 november 1918 tillsatte en provisorisk regering. Ministerpresident blev Paul Hirsch.
Exekutivrådet avskaffades snart och allmänna val till en konstituerande landsförsamling hölls den 26 januari 1919. Denna utfärdade en provisorisk författning. I mars 1919 tillträdde en koalitionsregering under Paul Hirsch som efter den så kallade Kappkuppen följdes den av en ny koalitionsregering under Otto Braun. När arbetet med författningen var avklarat hölls allmänna val i februari 1921.
Efter det första världskriget omvandlades Preussen till en fristat (Freistaat Preußen), Weimarrepublikens största, som omfattade 60 procent av Tysklands yta. Eftersom både industriområdet Ruhr och storstaden Berlin ingick hade vänstern ett stort inflytande. Denna fristat regerades  under största delen av 1920-talet av en koalition av socialdemokraterna och den katolska centern.
Preussens demokratiska författning upphävdes 1932 när den konservative rikskanslern Franz von Papen gjorde en kupp. År 1933 blev Hermann Göring preussisk inrikesminister och såg till att all demokratisk opposition förföljdes. Nazityskland upphävde alla tyska delstaters autonomi 1934. Juridiskt sett fanns Preussen kvar ända till krigsslutet men i praktiken övertogs all administration av de administrativa indelningar, Gaue, som nazistpartiet införde.
År 1945 ockuperade Sovjetunionen hela östra och centrala Tyskland. De tyska områdena öster om Oder-Neisse-linjen, Schlesien, Pommern, östra Brandenburg och Ostpreussen överfördes till Polen. Sovjetunionen behöll självt den norra delen av Ostpreussen med staden Königsberg som i samband med detta bytte namn till Kaliningrad. Uppskattningsvis förvisades 10 miljoner tyskar från dessa områden, en av de största etniska rensningarna någonsin. Förvisningarna och nationaliseringen av jorden som den östtyska kommunistregimen genomförde innebar slutet för Preussen.
Formellt sett avskaffades Preussen av de fyra ockupationsmakterna 1947. I den sovjetiska ockupationszonen upprättades delstaterna Brandenburg och Sachsen-Anhalt av de forna preussiska territorierna. År 1952 avskaffades även dessa och ersattes av mindre distrikt (Bezirke) fram till 1990. De i den västallierade ockupationszonen upprättade delstaterna Nordrhein-Westfalen, Niedersachsen, Hessen, Rheinland-Pfalz och Schleswig-Holstein består till stor del av tidigare preussiska områden.

## Statsförvaltning
Enligt grundlagen av den 31 januari 1850, som genom senare lagar blev i vissa delar ändrad och genom dekretet av den 20 september 1866 infördes i de nämnda år annekterade områdena den 1 oktober 1867, var Preussen en konstitutionell monarki, där den lagstiftande makten utövas gemensamt av kungen och representationen. Konungen blev myndig vid 18 år. Under hans minderårighet, eller när han annars för en längre tid var förhindrad att regera, fördes styrelsen av närmast arvsberättigade prins (om sådan inte fanns, valde lantdagen regent). Kronan var ärftlig på manslinjen efter förstfödslorätt. Det kungliga huset Hohenzollern tillhörde den evangeliska läran.
Konungens ställning i förhållande till regeringen var densamma som vanligen tillkom en konstitutionell monark. Han utövade sina regeringshandlingar genom ett statsministerium, som bestod av ministerpresidenten, vilken efter Tyska rikets bildande vanligen var dess rikskansler samt statsministrarna, av vilka åtta var chefer för varsitt ministerium (departement) och några ministrar utan departement. Dessa senare brukade vara några av Tyska rikets statssekreterare.
Statsministeriet var delat på nio ministerier, av vilka dock endast åtta faktiskt existerade, då utrikespolitiken, som var gemensam för hela Tyska riket, sköttes av dettas utrikesministerium. Dock fortsatte rikskanslern att bära titeln preussisk utrikesminister. De verkligen förefintliga ministerierna var:
1. krigsministeriet,
2. finansministeriet,
3. justitieministeriet,
4. inrikesministeriet,
5. ministeriet för kyrkliga frågor, undervisnings- och medicinalväsendet,
6. ministeriet för handel och industri,
7. ministeriet för offentliga arbeten och
8. ministeriet för lantbruk, domäner och skogar.

Kungen bestämde ärendenas fördelning mellan de olika ministerierna.
Författningen stadgade att en minister av någon av kamrarna kunde anklagas för brott mot författningen, bestickning eller förräderi och att han skulle dömas av landets högsta domstol, men närmare bestämmelser rörande ansvarighet, rättegångsförfarande och straff utfärdades aldrig, varför juridisk ministeransvarighet i realiteten inte existerade i Preussen.
Utom ministerierna fanns några mera fristående centrala institutioner: 
- Statsrådet (Staatsrat), inrättat 1817 för att upprätthålla enheten i förvaltningen och avge utlåtande över viktigare lagförslag; det fick så småningom endast rådgivande rätt i frågor som regeringen remitterade dit. Det bestod av myndiga kungliga prinsar, de högsta statsfunktionärerna och ämbetsmän som kungen inkallat dit. Efter det konstitutionella statsskickets införande anlitades det endast när de sociala reformerna på 1880-talet skulle genomföras;
- Överräknekammaren (Oberrechnungskammer) i Potsdam (inrättad 1717), som hade att övervaka hela statshushållningen och att granska dess räkenskaper;
- Evangeliska överkyrkorådet (Oberkirchenrat), som var den högsta kyrkliga myndigheten för de nio äldre provinserna, inklusive Berlin och Hohenzollern;
- Överförvaltningsrätten (Oberverwaltungsgericht), som hade att bevara enheten i den administrativa rättskipningen och att uppställa fasta principer för förvaltningen.

Skilda från statsministeriet var även ministeriet för det kungliga huset samt konungens hemliga kabinett för civila och militära ärenden.

### Folkrepresentationen
Representationen, kallad lantdag, bestod av två kamrar: das Herrenhaus (riddarhus eller överhus) och das Haus der Abgeordneten (deputeradekammare eller underhus). Lagstiftningsmakten utövades gemensamt av kungen och bägge kamrarna, och initiativ i lagstiftningsfrågor tillkom såväl kungen som vardera kammaren. Lantdagen hade beskattningsrätt och kontroll över statsregleringen.
Finansfrågor behandlades först i Abgeordnetenhaus och därefter i Herrenhaus, vilket endast kunde anta eller avslå statsregleringen i dess helhet. Alla beslut fattades genom absolut majoritet, men författningsfrågor måste genomgå en andra votering efter en tid av minst 21 dagar. Medlemmarna kunde inte ställas till ansvar för sina yttranden i kammaren utom av den kammare där de var ledamöter. Ministrarna hade tillträde till båda kamrarna och kunde yttra sig när som helst, men fick inte deltaga i omröstningen om de inte var verkliga medlemmar av kamrarna. Styrelsesättet var inte i egentlig mening parlamentariskt, då ministrarna var oberoende av partierna och inte med nödvändighet behövde representera lantdagsmajoritetens åsikter.
Herrenhaus bestod av:
- kungahusets prinsar som efter uppnådda myndiga år inkallades av kungen;
- ärftliga medlemmar: huvudmannen för furstliga huset Hohenzollern-Sigmaringen, huvudmännen för mediatiserade furstehus (detroniserade furstehus) i de preussiska länderna (Standesherren), huvudmännen för vissa andra förnäma släkter samt sådana släkter kungen förlänade ärftlig representationsrätt;
- medlemmar på livstid, dels innehavarna av fyra högre ämbeten, dels av kungen på livstid utsedda, antingen utan förslag eller efter förslag (”presentation”) av vissa stift, av vissa korporationer av adelsmän (med riddargods bofasta grevar inom en provins, med presentationsrätt särskilt benådade familjer med vidsträckta besittningar, landskapsvis förenade innehavare av gammal jordegendom), av universiteten och av vissa med presentationsrätt benådade städer.

De ärftliga medlemmarna var (1914) 98, de utan förslag utsedda 46 och de efter förslag utsedda 170.
Abgeordnetenhaus bestod av 443 medlemmar, valda för en tid av fem år genom indirekta klassval. 
Rösträtt hade varje myndig, välfrejdad medborgare som fyllt 24 år, inte mottog fattigunderstöd och minst ett halvt år bott i kommunen. Inom var och en av valkretsarna delades valmännen i tre klasser efter storleken av deras direkta skatter, så att på varje klass kom en tredjedel av de skatter, som samtliga valmän utgjorde. De högst beskattade, så många som tillsammans erlade en tredjedel av valkretsens skattebelopp, utgjorde en klass, de därefter närmast kommande på skattelängden på samma sätt en annan och alla de övriga med liten eller ingen skatt den tredje. Varje klass utsåg en tredjedel av de elektorer, som skulle utse deputerad; för varje 250-tal invånare utsågs en elektor.
Valbar var den, som har rösträtt och fyllt 30 år samt minst 1 år varit preussisk medborgare. Valbarheten var inte bunden vid valkretsen. Valet skedde genom öppen omröstning. 
Kamrarna inkallades av konungen varje år mellan början av november och mitten av januari och dessutom så ofta omständigheterna fordrade. Om deputeradekammaren upplöstes måste den nyvalda kammaren samlas inom 90 dagar. Sessionerna var i regel offentliga. Riddarhuset var beslutsmässigt när 60 medlemmar var närvarande, deputeradekammaren när över hälften var närvarande.
Genom sitt förhållande till Tyska riket var Preussens regeringssystem något invecklat. Preussens kung var på samma gång tysk kejsare, och ministerpresidenten var Tyska rikets rikskansler. Utrikesärendena sammanföll i själva verket med Tyska rikets. Däremot inte krigsväsendet, då Preussen hade ett eget krigsministerium, som var högsta militära förvaltningsmyndighet för Preussen och de stater, som enligt ingångna konventioner lämnat sin militärförvaltning åt Preussen (vilket gällde om alla utom Bayern, Württemberg och Sachsen). Vidare hade tull-, post- och telegrafväsendet överflyttats till Tyska riket.
Preussen hade endast 17 röster i förbundsrådet, eller mindre än en tredjedel av hela antalet (61), men dess inflytande betryggades genom att de små norra staterna nästan oföränderligt röstade som Preussen. Till tyska riksdagen sände Preussen 236 medlemmar, mer än hälften av hela antalet (397). Det dubbla representationssystemet var i flera hänseenden svårhanterligt, då tyska riksdagen och preussiska lantdagen ofta hade sessioner samtidigt och många var ledamöter i båda. Vid kollision emellan Tyska rikets och Preussens lagstiftning hade den förra företräde.

## Lokalförvaltning

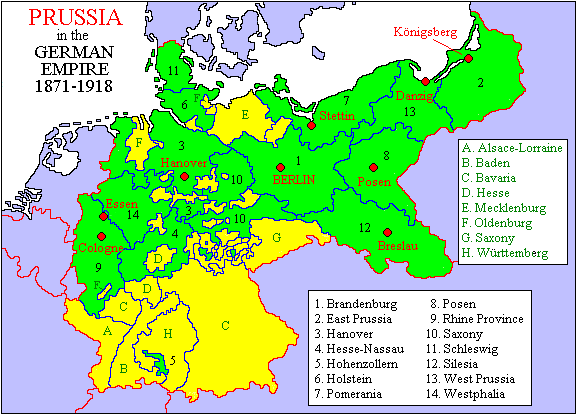
Preussens provinsiella indelning 1871–1918.

Preussen var indelat i 12 provinser (provinzen): Ostpreussen, Westpreussen, Brandenburg, Pommern, Posen, Schlesien, Sachsen, Schleswig-Holstein, Hannover, Westfalen, Hessen-Nassau och Rhenprovinsen. Berlin och Hohenzollern var inte inneslutna i någon provins, utan bildade särskilda förvaltningsområden.
Varje provins var delad i mellan två och sex regeringsområden (Regierungsbezirke), sammanlagt 35 (utom Berlin och Sigmaringen), dessa i kretsar (Kreise, i oktober 1913 596 till antalet) och kretsarna slutligen i kommuner (Gemeinde).

### Kommunerna
De större städerna bildade vanligen på samma gång kommun och krets (Stadtkreis, inalles 109 stycken per oktober 1913). Den nyare lagstiftningen gav allt större rum åt självsstyrelse. Kommunens styresman var en av kommunalstämma för sex år vald Schulze eller Dorfrichter, som var ensam beslutande, men biträddes av minst två (högst sex) för samma tid valda Schöffen.
Kommunalstämmorna (Gemeindeversammlungen) var olika i olika provinser, men rösträtten utövades efter förmögenhet. I många provinser hade kommunalstämmans beslutanderätt överlåtits åt en vald representation (Gemeindevertretung). Vissa stora gods (Gutsbezirke) utgjorde egna kommuner. Inom största delen av staten hade flera landskommuner och Gutsbezirke gemensam representation (Amtsvertretung eller Amtsausschuss) med beslutanderätt i vissa angelägenheter, som var gemensamma för de till samma amt hörande kommunerna. Kommunalstyrelsen i städerna ombesörjdees genom stadsfullmäktige (Stadtverordnete), valda för sex år klassvis efter förmögenhet (hälften av husägare), samt magistraten, bestående av borgmästaren, en biträdande (vice borgmästare) och några Ratsherren, Stadträte eller Ratsmänner, som valdes av stadsfullmäktige.

### Kretsförvaltning
Kretsen utgjorde det andra ledet i förvaltningsorganisationen och omfattade vanligen flera kommuner; men alla städer med (utom aktiva militärpersoner) mer än 25 000 invånare (i Westfalen 30 000), i Rhenprovinsen 40 000 invånare) bildade egna så kallade Stadtkreise (även mindre städer kunde undantagsvis på grund av kunglig förordning bilda egna stadskretsar). I spetsen för kretsens förvaltning stod ett av regeringen utnämnt lantråd, som var ordförande i kretsutskottet. Kretsens representation kallades i de östra provinserna kretsdag (Kreistag), i de västra kretsständer (Kreisstände), som var sammansatta efter ståndsprincipen. 
Regeringsområdet hade ingen representation. Styrelsen handhades av en kollegial Bezirksregierung, bestående av en Regierungspräsident med biträden (Oberregierungsräte med flera), och ett Bezirksausschuss av sex personer, av vilka kungen utnämnde två på livstid och fyra utses av provinsutskottet (i Hessen-Nassau av provinslantdagen) för sex år.

### Provinsstyrelsen
I spetsen för provinsens styrelse stod en Oberpräsident, som ledde förvaltningens alla grenar å kungens vägnar och avgjorde ärenden, som var gemensamma för flera regeringsområden. Han biträddes av ett Provinzialrat (sex ledamöter, varav fem för sex år valda) med flera styrelser för olika förvaltningsgrenar.
Provinsens representation kallades Provinziallandtag, men dess sammansättning och befogenhet var olika i olika provinser. I Posen var lantdagens sammansättning grundad på stånd eller klasser (ridderskap, städer och landskommuner). I de övriga provinserna sände varje stads- eller landskrets till provinslantdagen två ombud eller flera efter kretsens folkmängd. I stadskretsarna valdes ombuden av magistrat och stadsfullmäktige, i landskretsarna av kretsdagen. Valen gällde för sex år.
Lantdagen sammanträdde på konungens kallelse minst en gång vartannat år och valde själv sin ordförande. Den valde även en så kallad Landeshauptmann (i Brandenburg och Hannover kallad Landesdirektor) för mellan sex och tolv år, även om valet skulle stadfästas av kungen. Landeshauptmann skulle övervaka skötseln av de löpande ärendena av kommunal natur, och han biträdes av flera ämbetsmän. Om provinslandtdagen så ville, kunde den i stället för Landeshauptmann tillsätta ett kollegialt Landesdirektorium (ett sådant fanns blott i Hannover). Däremot utsåg varje lantdag för sex år ett provinsutskott (Provinzialausschuss), bestående av en ordförande och mellan sju och tretton ledamöter, varjämte Landeshauptmann å ämbetets vägnar var medlem därav. Det skulle förbereda och verkställa lantdagens beslut, förvalta vissa till detsamma hänvisade ärenden (sjuk- och fattigvård) samt att utnämna högre provinsämbetsmän.
Den lokala förvaltningen var i äldre tider mycket olika i olika provinser, och ända in på 1880-talet bestod en bestämd skillnad i kommunal själsstyrelse mellan de sju östra provinserna (utom Posen) och de övriga. I de förra gällde sedan 1872 en modern kretsordning, som reviderades 1881 och sedermera 1884–1888 utsträcktes att gälla även i de andra provinserna (utom Posen). Även förut bestående olikheter i omfattningen av och formerna för självstyrelsen i provinserna avskaffades samtidigt med det nämnda undantaget (Posen).